# Scandic Seilet

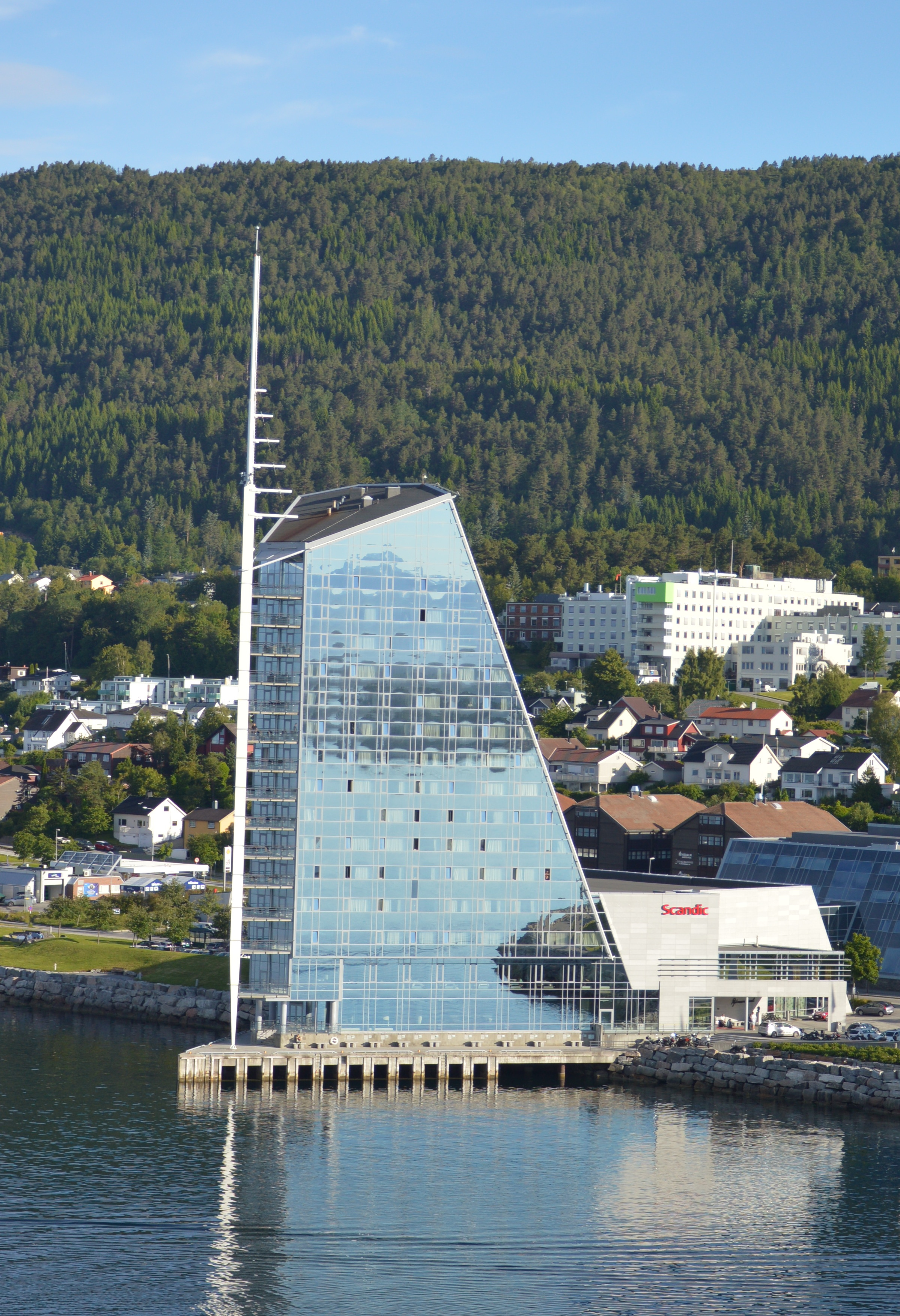
Scandic Seilet

Das Scandic Seilet ist ein Hotel in der norwegischen Stadt Molde.
Der markante, architektonisch auffällige Bau befindet sich an der Adresse Gideonveien 2 unmittelbar am Romsdalsfjord, in den es zum Teil hineingebaut ist. Über das Wasser hinweg besteht vom Hotel aus ein Ausblick auf die südlich gelegenen Romsdalsalpen. In direkter Nachbarschaft liegt östlich des Hotels das Aker-Stadion.
Das Hotel wurde in den Jahren 2001/2002 errichtet und am 11. September 2002 eröffnet. Es verfügt auf 16 Etagen über insgesamt 224 Hotelzimmer und 12 Tagungsräume, wobei der größte Tagungsraum, der auch als Konzertsaal geeignete Bjørnsonsalen, eine Platzkapazität für 430 Personen hat. Im Hotel befinden sich zwei Bars und ein Restaurant.
Das Scandic Seilet hat bis zur Spitze eine Höhe von 82 Metern und ist damit das höchste Gebäude in Molde. Der Baukörper selbst erreicht eine Höhe von 54 Metern. Die Gestaltung erfolgte im Stil des Futurismus in Form eines Großsegels und ist dem 1994–1999 erbauten Burj al Arab nachempfunden. Architekt war Kjell Kosberg, von dem in Molde ansässigen Architekturbüro Kosbergs Arkitektkontor. Die Baukosten beliefen sich auf 40 Millionen US-Dollar. Als Baumaterialien für die Vorhangfassade kamen insbesondere Glas und Granit zum Einsatz. Zunächst trug das Hotel den Namen Rica Seilet.